# Loeiz ar Floc'h (barde)
Pour les articles homonymes, voir Loeiz ar Floc'h et ar Floc'h.
Loeiz ar Floc'h, de son nom d'état civil Jean-Louis Le Floch, né le 2 novembre 1867 à Bugne en Bodilis, décédé le 26 décembre 1936 à Lesneven, est un barde breton, rédacteur d'articles de presse, de « nouvelles, chansons, contes, romans et vies de saints qui connaissent un grand succès ». 

## Biographie
Il a raconté sa vie et ses nombreux métiers (il fut séminariste, sabotier, employé des chemins de fer, apiculteur, marchand ambulant de livres et de plantes médicinales) dans un livre en langue bretonne intitulé Va zamm buhez ("Mon morceau de vie"), édité en 1935. Il s'illustra surtout par sa contribution au renouveau de la culture et de la littérature bretonnes, participant au gorsedd des druides. Il est l'auteur de comédies et de contes rédigés dans un breton populaire et truculent. Il entretint des relations épistolaires avec les gens les plus en vue du mouvement breton.

## Hommage
Plusieurs villes de Bretagne ont donné son nom à une rue, on peut citer notamment Bodilis, Carhaix, Lannilis, Lesneven.